# Rudi Fuchs
Rudolf Hermann (Rudi) Fuchs (Eindhoven, 28 aprile 1942) è uno storico dell'arte e direttore di musei d'arte contemporanea olandese.

## Biografia
Rudi Fuchs si è laureato nel 1967 in storia dell'arte all'Università di Leida. Dal 1962 al 1975 Rudi Fuchs è stato giornalista dell'Eindhovens Dagblad per la sezione di arte, dal 1967 è stato critico per De Gids e NRC-Handelsblad.
Nel 1975 al 1987 è stato direttore del Van Abbemuseum ad Eindhoven. Nel 1982 ha organizzato documenta 7 a Kassel. Dal 1984 al 1990 è stato direttore del Museo d'Arte Contemporanea, Castello di Rivoli, a Torino.  
Dal 1987 al 1993 ha diretto il Gemeentemuseum a L'Aia e dal 1993 al 2003 lo Stedelijk Museum ad Amsterdam.

## Curatela di mostre
- 1982: Documenta 7 te Kassel
- 1987: Jan Dibbets in America (Minneapolis, Detroit en Guggenheim, New York)
- 1987: Incrocio, Salerniana, Erice
- 1989: Arnulf Rainer al Museo Guggenheim, New York en in het Museum of Contemporary Art, Chicago
- 1990: Intuizioni nello spazio. Due possibilità reali e sognate, Salerniana, Erice
- 1995: Expositie Views from Abroad, Whitney Museum, New York
- 1997: Insieme a Jan Hoet moderne Nederlandse en Vlaamse a Palazzo Grassi aVenezia